# Batalha do Zabe
A Batalha do Zabe (em árabe: معركة الزاب) foi travada às margens do Grande Zabe, onde hoje é o Iraque, em 25 de janeiro de 750. Ela representou o final do Califado Omíada e o início do Califado Abássida, uma dinastia que reinaria (sob várias influências e com variados graus de poder) até o século XV (quando foi extinta pelos turcos otomanos).

## Contexto
Em 747, uma grande revolta contra os omíadas — que governavam a maior parte do Oriente Médio desde 661 — se iniciou. A principal causa foi a crescente distância entre os povos que viviam nas redondezas do califado e o governo centralizado em Damasco. Os governadores das diversas províncias, apontados dali, eram em geral corruptos e se interessavam apenas em enriquecer rapidamente. Além disso, os omíadas não alegavam nenhuma descendência direta da família do Profeta Maomé, algo que os abássidas faziam (eles supostamente descendiam diretamente do tio de Maomé, Abas), um fato que foi amplamente propagandeado durante a revolta. Essa distinção era importante principalmente para os xiitas.

## As forças
Em 750, o exército do califa omíada Maruane II lutou contra uma força que combinava persas, xiitas e abássidas em Zabe. O exército de Maruane era, ao menos no papel, muito maior e mais poderoso que o de seus adversários, pois ele contava com diversos veteranos das campanhas anteriores dos omíadas contra o Império Bizantino. Porém, não havia entusiasmo no apoio das tropas ao califa e é justo dizer que o moral fora afetado negativamente - ao contrário da dos abássidas - por uma sequência de derrotas que sofreram nas mãos do adversário.

## A batalha
O exército abássida formou uma parede de lanças, uma tática que eles aprenderam de seus adversários na Síria, supostamente observando-a em batalhas anteriores. Ela consistia em manter as tropas alinhadas com as suas lanças apontadas em direção ao adversário (como fariam séculos depois os arqueiros britânicos com suas estacas em Azincourt e Crécy). A cavalaria omíada então atacou, provavelmente sob a crença de que a sua experiência seria suficiente para romper a linha de lanças. Este, porém, foi um grande erro e ela foi esmagada com grandes perdas. A infantaria omíada então caiu em desarranjo e começou a recuar, já sem moral algum. Muitos foram estraçalhados pelos fanáticos abássidas ou se afogaram tentando cruzar o Zabe em disparada.

## Consequências
Maruane escapou e fugiu até o Levante, perseguido incansavelmente pelos abássidas, que não mais encontraram resistência entre os sírios por que a região toda fora destruída por um terremoto e por uma onda de epidemias que se seguiu. O califa derrotado fugiu finalmente para Abusir, que é uma pequena cidade no Delta do Nilo e, ali, meses depois, ele foi finalmente assassinado após uma curta batalha. O califado foi assumido pelo general vitorioso Açafá.